# Temozón
Temozón es una localidad ubicada en el estado mexicano de Yucatán, específicamente en el municipio homónimo que se encuentra en la Zona Oriente o Región II del mismo estado.
La población tiene una altitud promedio de 26 m s. n. m. y se localiza a una distancia de 1480 km de la Ciudad de México, 158 km de Cancún, 163 km de la ciudad capital del estado, Mérida, 57 km de Chichén Itzá, 50 km de Pisté (Tinum), 40 km de Chemax, 39 km de Tizimín, 38 km de Espita, 25 km de Calotmul, 12 km de Valladolid y a 14 km de Ek Balam.
Según el censo de 2010, realizado por el INEGI, la localidad era la quinta mayor población por número de habitantes de todo el oriente de Yucatán, con un total de 6 553, solo después de Valladolid, Tizimín, Chemax y Espita.

## Toponimia
La palabra Temozón en lengua maya es traducido como lugar del remolino. El nombre proviene de los vocablos te'e, que significa aquí y moson, remolino.

## Historia

### Época prehispánica
Con anterioridad a la conquista española, la zona donde está enclavada la villa de Temozón pertenecció a la jurisdicción de los cupules.

### Época colonial
No se tiene el registro de la fecha de fundación de la población y su más antigua referencia corresponde al año de 1565, en que se estableció una encomienda. 

### SiglosXIXyXX
El pueblo de Temozón desde su fundación perteneció al partido de Valladolid y así continuó hasta el año de 1918, en el que, por decreto del Congreso del Estado de Yucatán se convirtió en cabecera del municipio de su mismo nombre, separándose definitivamente de Valladolid.

## Geografía

### Localización
Temozón se localiza en las coordenadas 20°48′15″N 88°12′10″O / 20.80417, -88.20278 (20.804167, -88.202778). De acuerdo con el censo de 2010, la población tiena una altitud promedio de 26 metros sobre el nivel del mar.

### Orografía
En general, la localidad posee una orografía plana, clasificada como llanura de barrera; sus suelos son generalmente rocosos o cementados. El tipo de suelo en toda la localidad es cambisol.

### Hidrografía
El municipio al que pertenece la localidad se encuentra ubicado en la región hidrológica Yucatán Norte. Sus recursos hidrológicos son proporcionados principalmente por corrientes subterráneas; las cuales son muy comunes en el estado.

### Clima
Predomina el clima cálido subhúmedo con lluvias regulares en verano. La temperatura media anual es de 25,3 °C, la máxima se registra en el mes de mayo y la mínima se registra en enero. Calman los calores las brisas marinas y los vientos del sur y del oeste. 
Las lluvias orientales caen en la época de junio a octubre y son aprovechadas por los campesinos, ya que ellas riegan sus milpas. Lo mismo, cuando soplan los nortes caen aguaceros y constantes lluvias.

## Demografía
La localidad de Temozón era la trigésimo segunda localidad más poblada del estado de Yucatán en 2010. Durante el siglo XX, el poblado pasó de tener 631 habitantes en 1910 a 1299 para mediados del siglo, en 1950; su población llegó a los 3873 habitantes en 1990. En la década del 2000 su población osciló de entre los 5100 y 6500 habitantes. Según el censo de 2010 realizado por el INEGI, la población de la localidad era de 6553 habitantes.
El municipio al que pertenece la localidad tenía un índice de desarrollo humano medio de 0,7135, lo que la ubicaba en el lugar 89 de la entidad en 2005, estando por debajo de la media estatal que fue de 0,8088 según el PNUD en 2008.

## Política

### Municipio de Temozón

Mapa topográfico del municipio de Temozón.

Es la cabecera municipal del municipio de Temozón, uno de los 106 municipios de Yucatán, mismo que se encuentra al oriente del estado.
En el 2010, el municipio tenía una población de 14 801 habitantes, la mayoría de ellos en la cabecera municipal y en menor medida en las localidades de Hunukú, Nahbalam, Dzalbay y Santa Rita.

### Administración
Desde las elecciones estatales de Yucatán de 2018, el presidente municipal es Carlos Manuel Kuyoc Castillo, militante del partido político Morena.

## Servicios públicos

### Salud
Según los Servicios de Salud de Yucatán (SSA), Temozón se encuentra en la Jurisdicción Sanitaria n.º 2, además, en la localidad existe un centro de salud que abastece de servicios a toda la población.

### Transportes
La localidad es atravesada de norte a sur por la Carretera Federal 295, siendo Calotmul (hacia Tizimín) al norte y Valladolid al sur, las poblaciones más cercanas por esta carretera.

## Economía
La población económicamente activa de la localidad era de 2488 habitantes en el año 2010, de éstos, 1858 eran hombres y 630 mujeres. Sin embargo, solo 2363 personas se encontraban ocupadas, siendo 1740 hombres y 623 mujeres.

### Sector primario
El sector primario ocupaba al 53% de la población económicamente activa del municipio en el año 2000. La mayor parte de las actividades primarias son desarrolladas por productores locales.

### Sector secundario
El sector secundario ocupaba al 29% de la población económicamente activa del municipio en el año 2000.

### Sector terciario
El sector terciario ocupaba al 17% de la población económicamente activa del municipio en el año 2000.

## Medios de comunicación
Prensa escrita
En la localidad circula la edición diaria del Diario de Yucatán.
Telefonía
La ciudad cuenta con señal de Telcel en las modalidades GSM y GPRS. Además cuenta con servicios de telefonía de Movistar.

## Cultura

### Centros culturales
La Biblioteca Pública Municipal Benito Juárez García es una biblioteca ubicada en la localidad que cuenta con sala general, sala de consulta y sala infantil.

## Sitios de interés

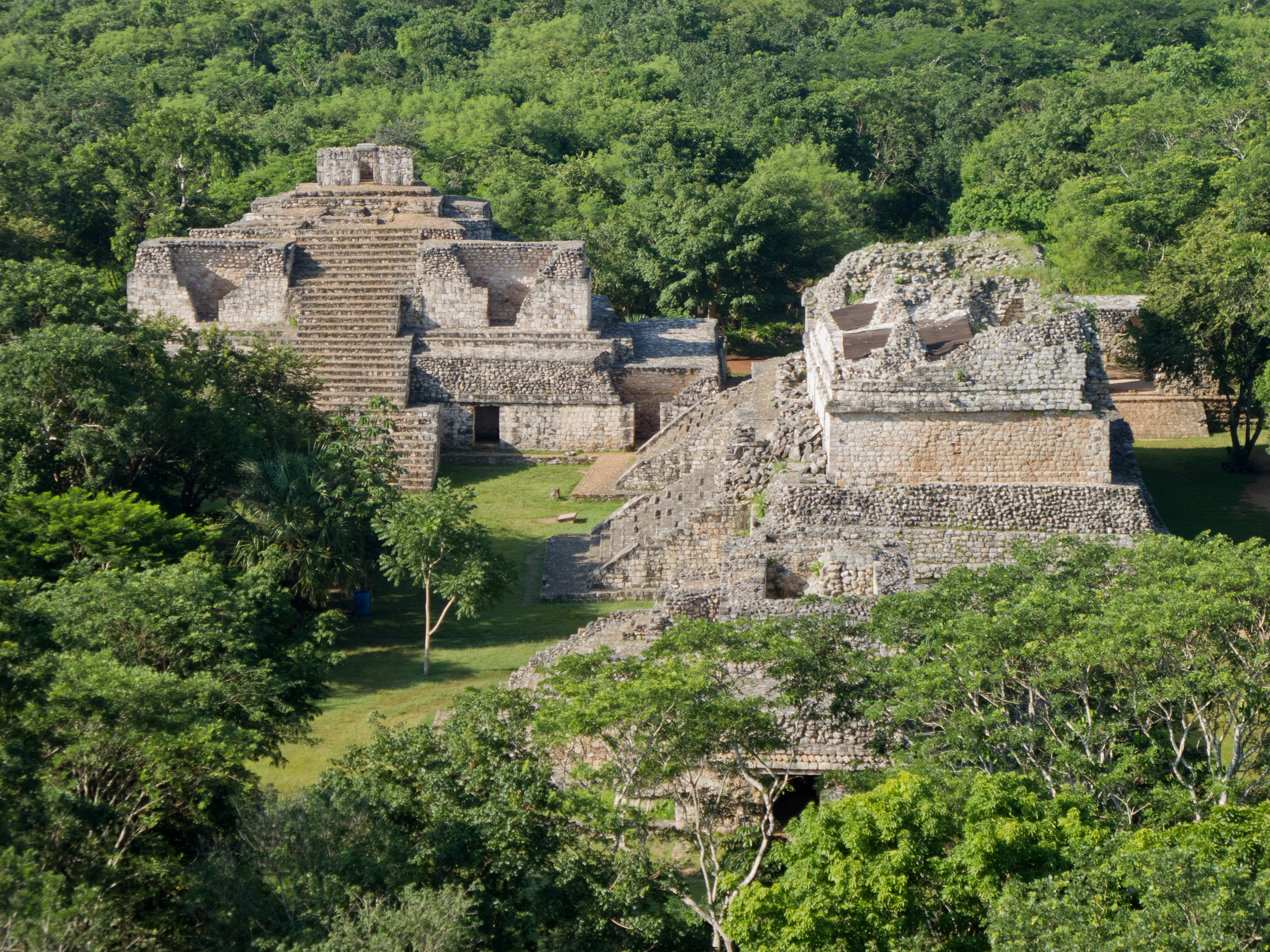
Ek Balam

- Palacio municipal de mediados del siglo XX.
- Templo de San Antonio de Padua.
- Templo de San Román edificado en el siglo XVIII.
- Yacimiento arqueológico de Ek Balam, 14 kilómetros al norte de la localidad.
- Cenote Hubikú de Temozón, 2 kilómetros al norte de la localidad.